# Лёзин, Юрий Сергеевич
Юрий Сергеевич Лёзин (16 декабря 1926, Бор (Нижегородская область) — 7 марта 2008, Нижний Новгород) — советский учёный-радиотехник, заслуженный деятель науки и техники РСФСР.

## Биография
Родился в 1926 году в городе Бор.
Окончил Горьковский индустриальный институт имени А. А. Жданова (1949), с которым был дальше связан на протяжении почти 60-летней научной карьеры. Кандидат (1954) и доктор (1963) технических наук. В 1960—1974 гг. заведовал кафедрой «Математические и счётно-решающие приборы и устройства», в 1974—1992 годах — кафедрой радиотехнических систем, с 1992 года профессор кафедры информационных радиосистем. Одновременно в 1972—1989 гг. ректор Горьковского политехнического института. По словам возглавлявшего кафедру информационных радиосистем в дальнейшем А. Г. Рындыка, «при непосредственном участии Юрия Сергеевича и под его руководством в институте были выполнены фундаментальные исследования в области статистической радиотехники, радиолокации, математического моделирования сложных процессов».
Делегат XXV съезда КПСС.
Умер в Нижнем Новгороде в 2008 году.

## Научный вклад и сочинения
Автор 2 монографий, 6 учебников и учебных пособий, более 150 научных статей и докладов на конференциях. Среди учеников — 11 докторов и 26 кандидатов наук.
- Лёзин, Юрий Сергеевич. Оптимальные фильтры и накопители импульсных сигналов / Ю. С. Лезин. — М. : Советское радио, 1963. — 320,[1] с. : ил..
- Лёзин, Юрий Сергеевич. Техника обработки сигналов в радиотехнических системах / Ю. С. Лезин. — Горький : Изд-во ГПИ, 1979.
- Лёзин, Юрий Сергеевич. Введение в теорию и технику радиотехнических систем : [Учеб. пособие для вузов по спец. «Радиотехника»] / Ю. С. Лезин. — М. : Радио и связь, 1986. — 278,[1] с. : ил.; 22 см.
- Лёзин, Юрий Сергеевич. Сборник задач по теории радиосистем (с решениями и ответами) / Ю. С. Лёзин, В. В. Савченко; Горьковский политехнический институт имени А. А. Жданова (ГПИ). — Горький: Изд-во ГПИ, 1988. — 90 с.: ил..